# تپه چیا کوچکینه
تپه چیا کوچکینه مربوط به عصر مفرغ است و در شهرستان کوهدشت، بخش کونانی، ۲۰ متری شمال شرقی چاه آب سهراب رستمی، ۶۰۰ متری شمال شرق قبرستان فعلی کاکه متری زن واقع شده و این اثر در تاریخ ۱۸ اسفند ۱۳۸۷ با شمارهٔ ثبت ۲۵۲۸۹ به‌عنوان یکی از آثار ملی ایران به ثبت رسیده است.